# Ivan Šaponjić
Ivan Šaponjić (in serbo Иван Шапоњић?; Nova Varoš, 2 agosto 1997) è un calciatore serbo, attaccante del Fehérvár.

## Caratteristiche tecniche
Šaponjić è un centravanti di piede destro, riesce a calciare bene con il tiro di prima intenzione ed è n giocatore dalle significative qualità fisiche, è un buon tiratore di testa essendo abile nel gioco aereo e nei contrasti.È forte anche nei calci di rigore.
Tatticamente predilige muoversi da unico riferimento avanzato in un 4-2-3-1.

## Carriera

### Club

#### Partizan
Cresciuto nelle giovanili dello Sloboda Užice, viene acquistato giovanissimo dal Partizan. Esordisce il 30 novembre 2013 nella gara vinta per 2-0 contro lo Spartak Subotica, subentrando al 77' a Filip Malbašić. Segna il suo primo gol sconfiggendo per 3-1 l'OFK Belgrado, nella partita successiva segna un'altra rete battento per 3-0 il Mladost Lučani, tra l'altro il suo gol decide la vittoria su 1-0 contro il FK Jagodina. Durante le qualificazioni per la Champions League segna il gol del 2-1 sconfiggendo il BATĖ Borisov. Nella Coppa di Serbia segna una doppietta battendo il FK Sinđelić. Durante il campionato serbo segna due gol battendo per 6-0 il Jogadina e la sua ultima rete la realizza sconfiggendo l'OFK Belgrado per 2-1.

#### Benfinca e Zulte Waregem
Nel 2016 inizia a giocare per il Benfica, tuttavia per tutto il periodo in cui vi ha militato ha giocato solo nella seconda squadra. Il suo primo gol lo segna nel pareggio per 2-2 con l'Académico de Viseu, nel match successivo segna la rete del 2-1 sconfiggendo il Desportivo Aves. Viene ceduto in prestito allo Zulte Weregem, in Coppa del Belgio segna una rete sconfiggendo il RFC Liegi per 3-2. Nel campionato belga segna una doppietta vincendo per 5-0 contro il KAS Eupen, con il suo gol la squadra batte per 1-0 il Gent, inoltre segna la rete del 2-1 battendo lo Standard Liège. il 23 maggio 2018 affronta il Lokeren nel tempi supplementari segna il gol del 2-2, la partita finisce ai rigori con la vittoria del Zulte Waregem per 4-3, Šaponjić è il terzo giocatore della proprio squadra a segnare dal dischetto. Torna poi a giocare per il Benfica, segna il suo ultimo gol con la squadra nel pareggio per 2-2 con il Vitória Guimarães.

#### Atletico Madrid e Cadice
Il 23 gennaio 2020 esordisce con l'Atlético Madrid, in occasione della partita di Coppa del Re, persa per 2-1 ai tempi supplementari.Il 22 gennaio 2021 viene ceduto in prestito al Cadice, gioca solo nove partite e segna una sola rete, nella sconfitta per 3-2 contro l'Osasuna

#### Slovan Bratislava e Bandırmaspor
Il 22 gennaio 2022 si trasferisce allo Slovan Bratislava.Vince il campionato slovacco, segna un gol battendo per 5-0 il Senica, e un'altra rete la mette a segno in una partita molto combattuta contro il Pohronie vincendo in rimonta per 4-3. Vince pure l'edizione 2022-2023, segna un rigore vincendo per 3-0 contro lo Skalica, è autore di un altro gol vincendo per 5-1 contro il Liptovský Mikuláš. Si trasferisce in Turchia giocando in prestito per il Bandırmaspor, il suo primo gol lo segna nella sconfitta per 4-1 contro il Denizlispor, apre le marcature con una rete vincendo per 3-2 contro il Sakaryaspor, è autore di una tripletta pareggiando per 3-3 con l'Altinordu, l'ultimo gol lo segna nella sconfitta per 2-1 contro il Pendikspor.

#### Ümraniyespor
Nel 2023 inizia a giocare per il l'Ümraniyespor, nella sconfitta per 3-2 contro il Manisa segna il suo primo gol.

### Nazionale
Ha giocato con la nazionale Under-17 della Serbia, nell'ottobre del 2013 gioca alcune partite, segna un gol nella vittoria per 6-0 contro l'Andorra, e un altro battendo per 4-1 l'Estonia. Nel marzo del 2014 prende parte ad altre partite, segna una rete sconfiggendo per 2-1 l'Irlanda, mentre con un gol e un assist è l'uomo partita vincendo per 2-0 contro la Giorgia.
Nel marzo del 2015 è stato convocato dalla Nazionale Under-19, segna una doppietta battendo per 3-1 la Svizzera, segna un gol anche contro la Norvegia vincendo in rimonta per 4-2, successivamente con la nazionale serba Under-20 partecipa al mondiale giovanile vincendoli, agli ottavi di finale contro l'Ungheria segna il gol del pareggio permettendo alla partita di protrarsi fino ai tempi supplementari dove Šaponjić calciando la palla fa in modo che il giocatore avversario Atilla Talabér segni l'autogol del 2-1, con lo stesso risultato si conclude la partita in semifinale contro il Mali dove Šaponjić segna con un colpo di testa la rete della vittoria.

## Statistiche

### Presenze e reti nei club
Statistiche aggiornate al 26 maggio 2021.
| Stagione               | Squadra                | Campionato             | Campionato | Campionato | Coppe nazionali | Coppe nazionali | Coppe nazionali | Coppe continentali | Coppe continentali | Coppe continentali | Altre coppe | Altre coppe | Altre coppe | Totale | Totale |
| Stagione               | Squadra                | Comp                   | Pres       | Reti       | Comp            | Pres            | Reti            | Comp               | Pres               | Reti               | Comp        | Pres        | Reti        | Pres   | Reti   |
| ---------------------- | ---------------------- | ---------------------- | ---------- | ---------- | --------------- | --------------- | --------------- | ------------------ | ------------------ | ------------------ | ----------- | ----------- | ----------- | ------ | ------ |
| 2013-2014              | Partizan               | SL                     | 1          | 0          | CS              | 0               | 0               | UEL                | 0                  | 0                  | -           | -           | -           | 1      | 0      |
| 2014-2015              | Partizan               | SL                     | 14         | 4          | CS              | 2               | 1               | -                  | -                  | -                  | -           | -           | -           | 16     | 5      |
| lug.-dic. 2015         | Partizan               | SL                     | 17         | 3          | CS              | 1               | 2               | UCL+UEL            | 4+3                | 1+0                | -           | -           | -           | 25     | 6      |
| Totale Partizan        | Totale Partizan        | Totale Partizan        | 32         | 7          |                 | 3               | 3               |                    | 7                  | 1                  |             | -           | -           | 42     | 11     |
| gen.-giu. 2016         | Benfica B              | SL                     | 19         | 5          | -               | -               | -               | -                  | -                  | -                  | -           | -           | -           | 19     | 5      |
| 2016-2017              | Benfica B              | SL                     | 21         | 3          | -               | -               | -               | -                  | -                  | -                  | -           | -           | -           | 21     | 3      |
| 2017-2018              | Zulte Waregem          | PL                     | 21+10      | 5+1        | CB              | 2               | 1               | UEL                | 5                  | 0                  | SB          | 1           | 0           | 39     | 7      |
| 2018-2019              | Benfica B              | SL                     | 28         | 6          | -               | -               | -               | -                  | -                  | -                  | -           | -           | -           | 28     | 6      |
| Totale Benfica B       | Totale Benfica B       | Totale Benfica B       | 68         | 14         |                 | -               | -               |                    | -                  | -                  |             | -           | -           | 68     | 14     |
| 2019-2020              | Atlético Madrid        | PD                     | 2          | 0          | CR              | 1               | 0               | UCL                | 0                  | 0                  | SS          | 0           | 0           | 3      | 0      |
| 2020-gen. 2021         | Atlético Madrid        | PD                     | 0          | 0          | CR              | 2               | 0               | UCL                | 0                  | 0                  | -           | -           | -           | 2      | 0      |
| Totale Atlético Madrid | Totale Atlético Madrid | Totale Atlético Madrid | 2          | 0          |                 | 3               | 0               |                    | 0                  | 0                  |             | 0           | 0           | 5      | 0      |
| gen.-giu. 2021         | Cadice                 | PD                     | 9          | 1          | CR              | -               | -               | -                  | -                  | -                  | -           | -           | -           | 9      | 1      |
| Totale carriera        | Totale carriera        | Totale carriera        | 132+10     | 27+1       |                 | 8               | 4               |                    | 12                 | 1                  |             | 1           | 0           | 145    | 33     |

## Palmarès

### Club

#### Competizioni nazionali
- Campionato serbo: 1

Partizan: 2014-2015
- Campionato slovacco: 1

Slovan Bratislava: 2021-2022

### Nazionale
- Campionato mondiale Under-20: 1

Nuova Zelanda 2015